# دنیس شرایک
دنیس شرایک (انگلیسی: Dennis Shryack؛ ۲۵ اوت ۱۹۳۶ – ۱۴ سپتامبر ۲۰۱۶) فیلم‌نامه‌نویس اهل ایالات متحده آمریکا بود.
از فیلم‌هایی که وی در آن‌ها نقش داشته‌است، می‌توان به دستکش آهنی، قتل با تلفن، سوارکار رنگ‌پریده، قهرمان و ترور و بازآیند اشاره نمود.